# Kabaret (film)
Kabaret (v anglickém originále Cabaret) je americké hudební drama z roku 1972. Film režíroval Bob Fosse a v hlavních rolích se objevili Liza Minnelliová, Michael York a Joel Grey. Děj je zasazen do Berlína do roku 1931, kdy pomalu vzniká nadvláda nacistické politické strany.
Film je částečně založen na stejnojmenném broadwayském muzikálu autorů Johna Kandera a Freda Ebba, který byl napsán na podle knihy The Berlin Stories od Christophera Isherwooda z roku 1939 a divadelní hry I Am a Camera z roku 1951. Do filmu bylo použito jen několik skladeb z původního muzikálu a Kander a Ebb pro film napsali také některé nové. Snímek získal osm Oscarů, a to pro nejlepšího režiséra (Bob Fosse), nejlepší herečku (Liza Minnelliová), nejlepšího herce ve vedlejší roli (Joel Grey) a v dalších pěti technických kategoriích.

## Děj filmu
V roce 1931 mladá Američanka Sally Bowles vystupuje v Berlíně v klubu Kit Kat. Do města přijíždí Brian Roberts pocházející z Británie a přestěhuje se do stejného domu, kde bydlí Sally. Brian je jako začínající spisovatel rezervovaný a dává lekce angličtiny, aby si vydělal peníze během dokončování doktorátu. Sally se snaží Briana svést a má podezření, že je gay. Brian řekne Sally, že se třikrát pokusil navázat fyzické sblížení se ženou, ale nepodařilo se. Dvojice se spřátelí a Brian přihlíží k bohémskému životu Sally v posledních dnech německé Výmarské republiky. Sally a Brian se i přes počáteční uzavření stanou milenci a dospějí k závěru, že Brianovy předchozí neúspěchy se ženami byly proto, že to byly „tři nevhodné dívky“.
Sally se spřátelí s bohatým krasavcem Maximilianem von Heunem, který bere ji a Briana na své venkovské sídlo a není jednoznačné, kterého z dvojice Max vlastně svádí. Max po sexuálním zážitku s Brianem ztrácí zájem o oba dva a odjíždí do Argentiny. Když Sally během hádky řekne Brianovi, že s Maxem spala, tak Brian prozradí, že on také. Brian a Sally se později usmiřují a Sally řekne, že jim Max zanechal peníze.
Sally zjistí, že je těhotná, ale neví, kdo je otcem. Brian nabízí, že se s ní ožení a vezme ji do Cambridge. Během pikniku, kdy Brian začne působit vzdálený a bez zájmu, Sally pochybuje, zda si má dítě nechat a nakonec se rozhodne pro potrat. Když ji Brian ohledně toho konfrontuje, tak mu sdělí své obavy a oba dva dosáhnou porozumění. Brian odjíždí do Anglie a Sally pokračuje ve svém životě v Berlíně, kde vystupuje v klubu Kit Kat.

## Obsazení
| Liza Minnelliová                     | Sally Bowles         |
| Michael York                         | Brian Roberts        |
| Joel Grey                            | Konferenciér         |
| Helmut Griem                         | Maximilian von Heune |
| Fritz Wepper                         | Fritz Wendel         |
| Marisa Berenson                      | Natalia Landauer     |
| Helen Vita                           | Fräulein Kost        |
| Oliver Collignon (zpěv Mark Lambert) | mladý nacista        |

## Výroba a natáčení
V roce 1971 se Bob Fosse přes divadelního producenta a režiséra původního muzikálu Harolda Prince dozvěděl, že Cy Feuer bude produkovat filmovou verzi Kabaretu. Fosse byl rozhodnut film režírovat a naléhal na Feuera, aby ho zaměstnal. Výkonní producenti Manny Wolf a Marty Baum dávali přednost větším režisérským jménům jako například Joseph Mankiewicz nebo Gene Kelly a Fosse nechtěli přijmout také proto, že předtím režíroval neúspěšnou filmovou verzi muzikálu Sweet Charity. Feuer apeloval na vedení studia, zdůrazňoval Fossův talent pro vytváření a točení hudebních čísel a dodal, že pokud bude nadměrná pozornost věnována natáčení mluvených scén místo hudebních čísel, tak celý film může selhat. Fosse byl nakonec vedením studia přijat. Během několika dalších měsíců se Fosse setkal s již dříve najatou scenáristkou Jayem Pressonem Allenem, aby prodiskutovali scénář, ovšem nebyl spokojen s Alleniným pojetím, a tak najal
Hugha Wheelera, aby její práci přepracoval. Wheeler je ovšem označen v titulcích jako „výzkumný poradce“, zatímco Allen zůstala formálně na postu scenáristky. Konečný scénář je méně založen na původním scénáři muzikálové verze a více na knize The Berlin Stories a hře I Am a Camera.
Fosse a Feuer cestovali do Německa, do místa natáčení, které vybrali producenti, aby sjednotili filmový štáb. Během této doby Fosse velice doporučoval Robert Surtees na pozici kameramana, ale Feuer a další vysoce postavení ze studia shledali práci Surteese na filmu Sweet Charity jako jeden z hlavních problémů filmu a producenti se nakonec rozhodli pro britského kameramana Geoffreyho Unsworthe. Návrháři Rolf Zehetbauer, Hans Jürgen Kiebach a Herbert Strabel sloužili jako výrobní návrháři, zatímco Charlotte Flemming navrhla kostýmy.
Feuer obsadil Lizu Minnelliovou jako Sally Bowles a Joela Greye (který si zopakoval svou roli z divadla) dlouho předtím, než se Fosse k projektu připojil. Před Fosse byla dána možnost buď přijmout Greye v roli konferenciéra, nebo z filmu odejít. Fosse obsadil Michaela Yorka do roli Sallyina bisexuálního přítele. Několik menších rolí a tanečníků bylo obsazeno až v Německu.
Zkoušky i natáčení se odehrály v Německu. Kvůli ekonomickým důvodům se veškeré interiérové scény točily v bavorských filmových studiích Grünwald blízko Mnichova. Exteriéry se točily v okolí Mnichova a Berlína, ale také v Šlesvicku-Holštýnsku a Sasku. Film byl sestříhán v Los Angeles před vydáním do kin v únoru 1972.

## Soundtrack
Všechny písně napsali a složili John Kander a Fred Ebb.
| Pořadí | Název                  | Interpret                    | Délka |
| ------ | ---------------------- | ---------------------------- | ----- |
| 1.     | Willkommen (Welcome)   | Joel Grey                    | 4:29  |
| 2.     | Mein Herr              | Liza Minnelliová             | 3:36  |
| 3.     | Maybe This Time        | Liza Minnelliová             | 3:11  |
| 4.     | Money, Money           | Liza Minnelliová a Joel Grey | 3:04  |
| 5.     | Two Ladies             | Joel Grey                    | 3:11  |
| 6.     | Sitting Pretty         | Instrumentální               | 2:27  |
| 7.     | Tomorrow Belongs to Me | Mark Lambert                 | 3:06  |
| 8.     | Tiller Girls           | Joel Grey                    | 1:41  |
| 9.     | Heiraten (Married)     | Greta Keller                 | 3:33  |
| 10.    | If You Could See Her   | Joel Grey                    | 3:54  |
| 11.    | Cabaret                | Liza Minnelliová             | 3:34  |
| 12.    | Finale                 | Joel Grey                    | 2:28  |